# Pectinia crassa
Espèce
Synonymes
- Pectinia ayleni Veron, 2000 non Wells, 1934[2]

Statut de conservation UICN

 DD  : Données insuffisantes
Statut CITES
Pectinia crassa est une espèce de coraux de la famille des Merulinidae ou de la famille des Pectiniidae.

## Répartition
L'holotype de Pectinia crassa a été découvert dans la baie de Darvel (État de Sabah - Malaisie).

## Publication originale
- Ditlev, 2003 : New Scleractinian corals (Cnidaria: Anthozoa) from Sabah, North Borneo. Description of one new genus and eight new species, with notes on their taxonomy and ecology. Zoologische Mededelingen Leiden, vol. 77, pp. 193-219 (texte intégral) (en).